# Киклоп (филм)
Киклоп је југословенски филм из 1982. године. Режирао га је и написао сценарио Антун Врдољак према истоименом роману Ранка Маринковића.

## Радња
Уочи почетка Другог светског рата млади загребачки новинар Мелкиор Тресић љубавник је удане Енке, расне страствене женке, но он жуди за монденком Вивијаном која је многим мушкарцима сломила срце. Мелкиорови најчешћи дружбеници су искусни новинарски вук Маестро и шармантни ноторни алкохоличар Уго. Како би избјегао регрутацију, Мелкиор све мање једе да би имао мању тежину од потребне, но ипак заврши у униформи...

## Улоге
| Глумац             | Улога                                 |
| ------------------ | ------------------------------------- |
| Франо Ласић        | Мелкиор Тресић                        |
| Реља Башић         | Атма                                  |
| Марија Бакса       | Вивијана                              |
| Карло Булић        |                                       |
| Звонимир Чрнко     |                                       |
| Саша Дабетић       |                                       |
| Борис Дворник      | официр Југословенске краљевске војске |
| Мира Фурлан        | Енка                                  |
| Иво Грегуревић     | Креле                                 |
| Миодраг Кривокапић |                                       |
| Раде Марковић      |                                       |
| Драган Миливојевић | Фреди                                 |
| Мустафа Надаревић  | Дон Фернандо                          |
| Звонимир Рогоз     |                                       |
| Раде Шербеџија     | Уго                                   |
| Берт Сотлар        |                                       |
| Љуба Тадић         | Маестро                               |
| Круно Валентић     |                                       |
| Вера Зима          |                                       |
| Емил Глад          | Главни уредник                        |

## Награде
- На Пулском фестивалу Киклоп је награђен Златном ареном за женску епизодну улогу (Мира Фурлан) и наградом жирија публике Јелен недељника Студио[2]
- Врњачка Бања 82' - Награда за сценарио по књижевном делу[2]
- Ниш 82' - Велика повеља Радету Шербеџији, Повеља Мустафи Надаревићу, Награда Иви Грегуревићу за епизодну улогу, Награда Народних новина Љуби Тадићу за културу говора.[2]